# Montagnes Françaises
Montagnes Françaises är en bergskedja i Franska Guyana (Frankrike). Den ligger i den västra delen av landet, 230 km väster om huvudstaden Cayenne.